# Naturschutzgebiet Hoppbruch
Koordinaten: 51° 10′ 25″ N, 6° 30′ 30″ O
Das Naturschutzgebiet Hoppbruch befindet sich auf dem Gebiet der kreisfreien Stadt Mönchengladbach in Nordrhein-Westfalen. 
Das Naturschutzgebiet liegt im Mönchengladbacher Stadtteil Giesenkirchen-Nord östlich der Kernstadt Mönchengladbach und südlich der Kernstadt Korschenbroich. Es erstreckt sich zwischen Eiger (Ortsteil von Giesenkirchen) im Südwesten und dem Korschenbroicher Ortsteil Steinhausen im Südosten entlang des nordwestlich fließenden Trietbaches, der auch durch das Gebiet fließt. Westlich und nördlich des Gebietes verläuft die Landesstraße L 31, östlich die L 382 und südlich die B 230. Nordwestlich erstreckt sich das 137 ha große Naturschutzgebiet Volksgarten-Bungtwald-Elschenbruch.

## Bedeutung
Das etwa 126,8 ha große Gebiet wurde im Jahr 1990 unter der Schlüsselnummer MG-014 unter Naturschutz gestellt. Schutzziele sind
- Erhalt und ökologische Optimierung eines großflächigen Laubwaldgebietes in der Niersniederung als Teil eines regional bedeutsamen Schutzgebietssystems entlang der Niers,
- Erhalt und ökologische Optimierung von feuchtem Auenwald und Eichen-Hainbuchenwald und
- Erhalt und Wiederherstellung von Röhricht.[2]